# Астрильд золотощокий
Астри́льд золотощокий (Estrilda melpoda) — вид горобцеподібних птахів родини астрильдових (Estrildidae). Мешкає в Західній і Центральній Африці.

## Опис

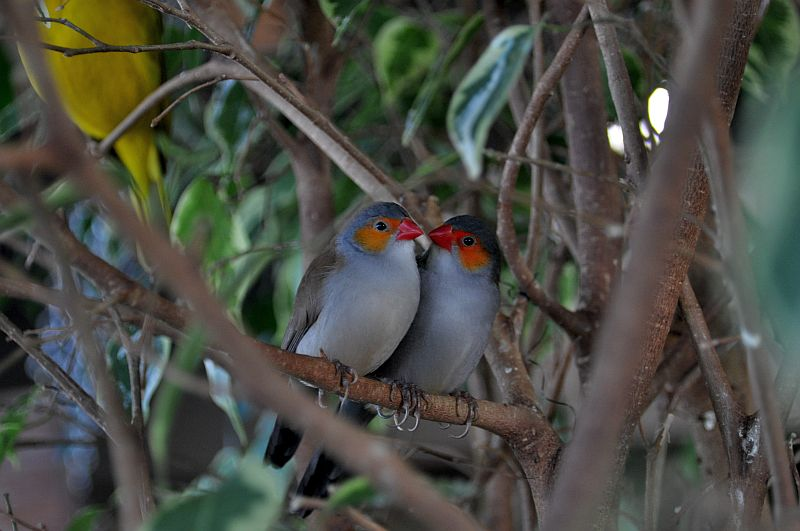
Пара золотощоких астрильдів

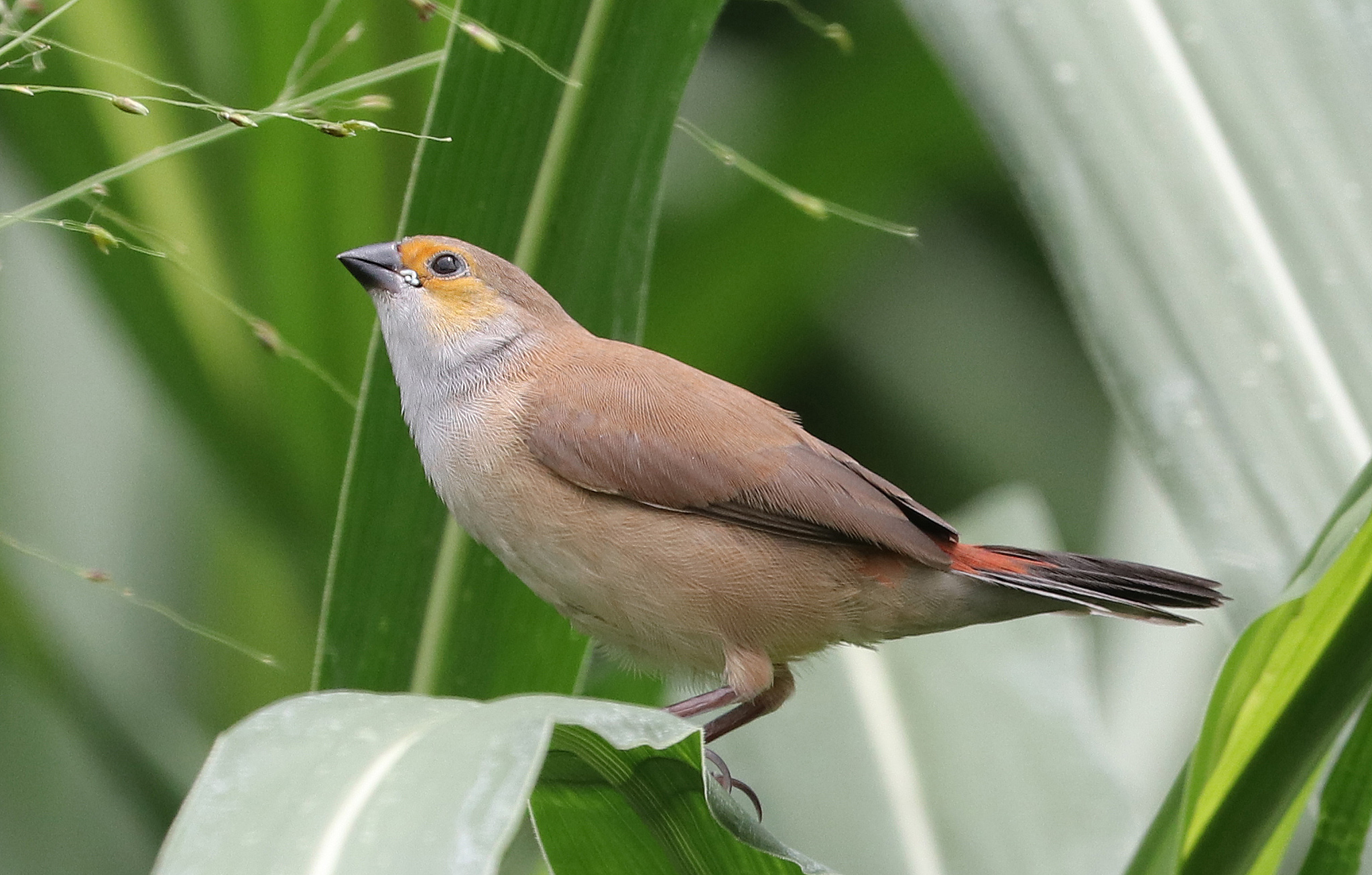
Самиця золотощокого астрильда (Гаваї)

Довжина птаха становить 10 см, вага 6,5-9,6 г. Верхня частина голови і спина сірі, крила і хвіст коричнювато-оливкові, на кінці коричнювато-чорні. Горло, груди і живіт білі, боки світло-сірі. На обличчя золотисто-оранжева пляма, у самиць вона менша і блідіша. Надхвістя і верхні покривні пера хвоста червоні. Очі червонувато-карі, дзьоб червоний, лапи тілесного кольору.

## Поширення і екологія
Золотощокі астрильди мешкають в Мавританії, Сенегалі, Гамбії, Гвінеї-Бісау, Гвінеї, Малі, Сьєрра-Леоне, Ліберії, Кот-д'Івуарі, Буркіна-Фасо, Гані, Того, Беніні, Нігері, Нігерії, Камеруні, Чаді, Центральноафриканській Республіці, Республіці Конго, Демократичній Республіці Конго, Екваторіальній Гвінеї, Габоні, Анголі, Руанді, Бурунді і Замбії. Також вони були інтродуковані на Бермудські Острови, Сайпан (Північні Маріанські Острови), Пуерто-Рико (на якому птахи присутні з 1874 року) та на Гаваях. Золотощокі астрильди живуть на узліссях тропічних лісів, на трав'янистих галявинах, в густих чагарникових і очеретяних заростях на берегах водойм, на болотах і плантаціях, в парках і садах. Зустрічаються зграями, які можуть нараховувати до 60 птахів, іноді приєднуються до змішаних зграй птахів.
Золотощокі астрильди живляться переважно насінням трав, наприклад, просом, Chloris і Urochloa, віддають перевагу незрілим зернам, яких збирають прямо з колосся. Також вони живляться дрібними комахами та іншими безхребетними. Золотощокі астрильди є моногамними птахами. Початок сезону розмноження різниться в залежності від регіону і зазвичай припадає на сезон дощів. Самці виконують демонстраційні танці, присідаючи перед самицею і тримаючи в дзьобі травинку. Гніздо велике, кулеподібне з бічним трубкоподібним входом довжиною до 10 см, робиться з трави. Іноді на вершині справжнього гнізда розміщується фальшиве, в якому вночі часто відпочиває самець. Будує гніздо самиця, а самець приносить матеріал.
В кладці 5-6 білих яєць. Інкубаційний період триває 12 днів, насиджують і самиці, і самці. Пташенята зігріваються теплом батьків до 10 днів, а покидають гніздо вони на 21 день після вилуплення. Батьки продовжують піклуватися про них ще 2 тижні. Золотощокі астрильди іноді стають жертвою гніздового паразитизму білочеревих вдовичок. Саме для захисту від них птахи будують фальшиві гнізда.